# Récif de Fiery Cross
Pour les articles homonymes, voir Fiery.
Le récif de Fiery Cross est un récif situé dans les îles Spratleys en mer de Chine méridionale. Il est contrôlé par la république populaire de Chine depuis 1988, date de la construction d'un « observatoire de la vie marine », mais est revendiqué par les Philippines, le Viet-Nam, Taïwan, le Brunei et la Malaisie. Le récif est contrôlé par environ 200 militaires chinois. 
Depuis 2014, la Chine a effectué un remblayage d'une partie du récif et construit une grande ile artificielle de 2,74 km2 pour permettre la construction d'une piste d'atterrissage de 3 125 m et d'un port,. La Chine a effectué un test d'atterrissage de deux avions civils sur cette piste en janvier 2016.

## Revendications
Le récif de Fiery Cross est, comme tous les autres îles de l’archipel des Îles Spratleys, revendiqué par plusieurs États :
- Taïwan ;
- les Philippines ;
- le Viêt Nam ;
- Brunei ;
- la Malaisie.

Effectivement, cet archipel constitue un lieu stratégique, notamment pour son grand espace permettant de récupérer des ressources halieutiques, mais aussi des ressources naturelles (gaz, etc.).